# Rieselfeld (Freiburg im Breisgau)

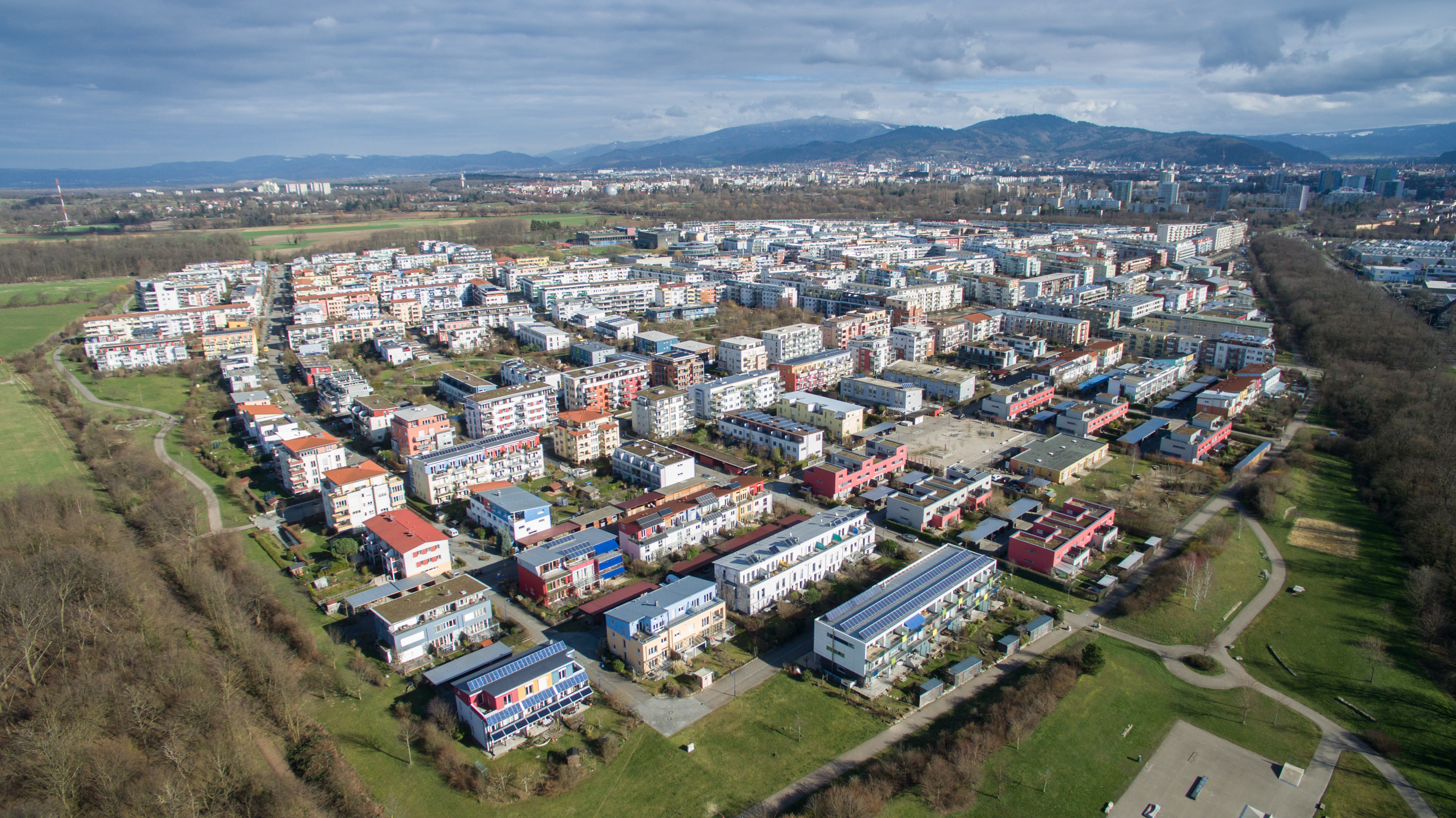
Luftaufnahme Februar 2016

Rieselfeld ist ein Stadtteil von Freiburg im Breisgau. Es liegt im Westen der Stadt und wird von dem Naturschutzgebiet Freiburger Rieselfeld am Tiergehege Mundenhof im Westen, von der Opfinger Straße nach Süden und der Besançonallee im Osten abgegrenzt. Südlich befindet sich das zum Stadtteil Sankt Georgen gehörende Industriegebiet Haid, im Osten Weingarten. Das Rieselfeld liegt auf einer Fläche von 78 Hektar und hat etwa 9800 Einwohner (Stand: Januar 2013).

## Geschichte
1891 erwarb die Stadt Freiburg von der Universität ein 500 Hektar großes Gelände im Westen der Stadt, um Rieselfelder zur Verrieselung der Abwässer der auf über 50.000 Einwohner angewachsenen Stadt zu schaffen. Nach dem Ende des Nationalsozialismus ließen sich in der Flur „Auf der Haid“ in der näheren Umgebung der Rieselfelder Sinti, darunter Überlebende der Konzentrationslager Auschwitz und Buchenwald, nieder. Nahebei lagen eine Abdeckerei und die als Barackenquartier von Jenische bewohnte Opfinger Siedlung. Nutzung und Bewohnerschaft markierten diesen vor der Stadt gelegenen Raum als einen Ort des gesellschaftlichen Ausschlusses.
1985 stellte die „Kläranlage Rieselfeld“ ihren Betrieb ein, da die Anlage die auf über 90.000 m³ täglich angewachsene Abwassermenge nicht mehr bewältigen konnte und eine Verrieselung ohne ausreichende Vorbehandlung abwasserrechtlich nicht mehr zulässig war.
Der Stadtteil Rieselfeld entstand, nachdem 1992 der „Städtebauliche Wettbewerb Rieselfeld“ ausgeschrieben worden war. Gewonnen wurde dieser von der Planungsgruppe Süd-West aus Lörrach, die das Projekt zusammen mit dem Architekturbüro Böwer Eith Murken Spiecker, dem Architekten Manfred Morlock und dem Landschaftsarchitekten Bernd Meier entwarfen. Die Oberleitung für Projekt und Umsetzung hatte Hans Rudolf Güdemann von der Planungsgruppe Süd-West.
Nach umfangreichen Bodenuntersuchungen und nachfolgendem Bodenabtrag leicht belasteter Flächen waren die Voraussetzungen zur Bebauung der ehemaligen Rieselfelder am Westrand der Stadt gegeben. 1993 begannen die Erschließungsarbeiten am ersten Bauabschnitt, 1994 wurde mit den ersten Wohnungsbauten begonnen. 1996 wurden schließlich die ersten Wohnungen fertiggestellt und bezogen. 1997 wurde die Clara-Grunwald-Grundschule eröffnet und das bereits existierende Kepler-Gymnasium zog in den Neubau um. Außerdem wurde die Sepp-Glaser-Sporthalle eingeweiht und mit der Erschließung des zweiten und dritten Bauabschnittes begonnen. Im selben Jahr wurde Rieselfeld an die Straßenbahn durch die neue Linie 6 (heute Linie 5) angeschlossen.
Im Jahr 2000 wurden die Erschließungsarbeiten für den vierten und letzten Bauabschnitt durchgeführt. 2001 wurde der Stadtteilpark fertiggestellt und ein Jahr später mit dem Bau der Kirche und dem Stadtteiltreff begonnen, welcher wiederum ein Jahr später eingeweiht wurde. 2003 wurde ein Weg auf den Namen von Käthe Vordtriede eröffnet. 2004 erfolgte die Weihe der Maria-Magdalena-Kirche. Im Juli 2006 fand die Grundsteinlegung für den Erweiterungsbau des Kepler-Gymnasiums statt.

## Finanzierung

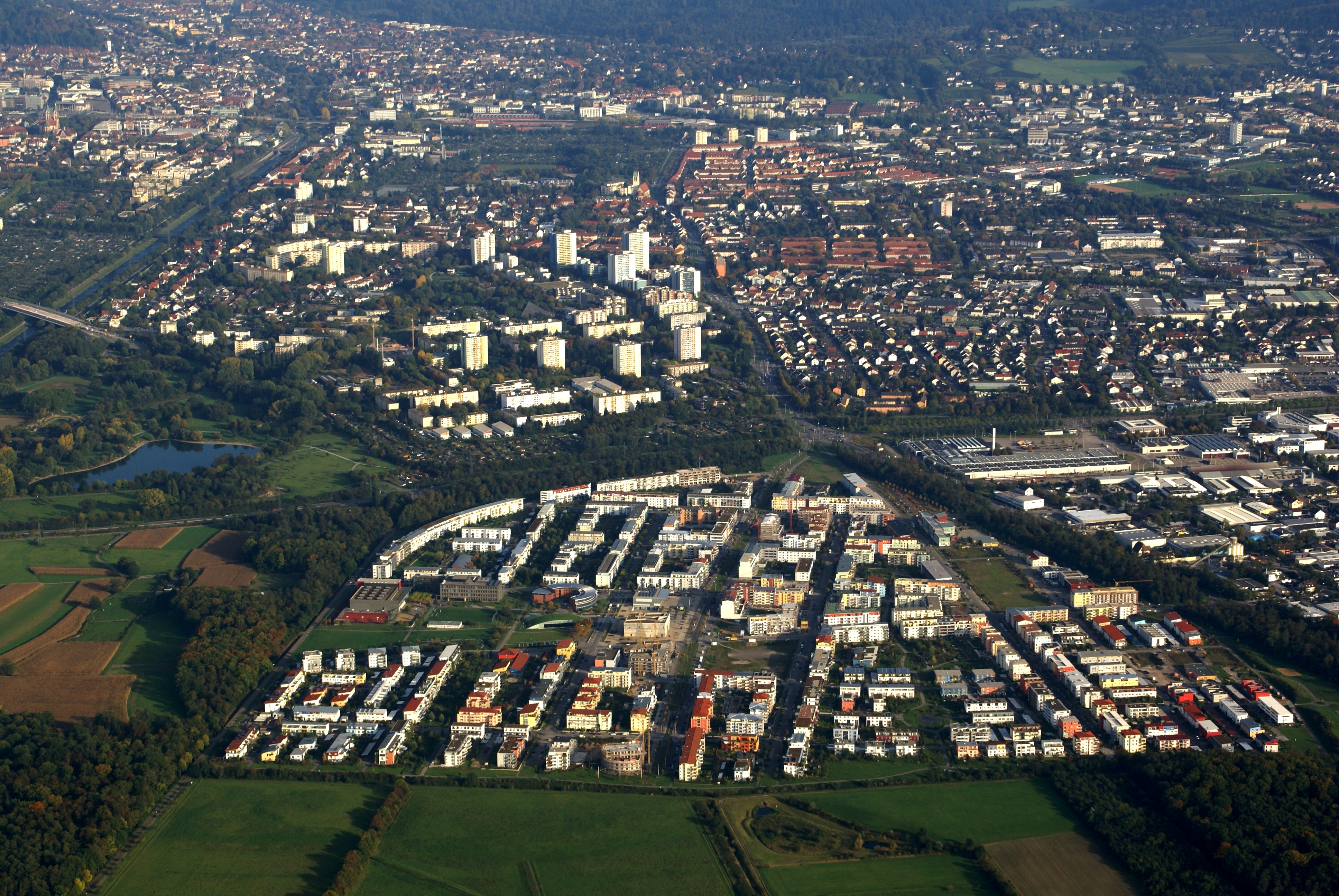
Der Stadtteil Rieselfeld (Oktober 2007)

Da sich alle Grundstücke in Rieselfeld im Besitz der Stadt befanden, wurde die Finanzierung der Planungs- und Erschließungskosten durch den Verkauf der Grundstücke aufgebracht. Gegenwärtig (Stand: 2005) sind von den Vorkosten in Höhe von 145 Mio. Euro rund 85 Mio. Euro durch Grundstücksverkauf gedeckt. Koordiniert wird das Projekt Rieselfeld vom Baudezernat und im Besonderen von der neu gegründeten „Projektgruppe Rieselfeld“. Die Grundstücksbebauung wird von kommerziellen Bauträgern ebenso wie von privaten Bauherren bzw. Baugruppen durchgeführt. Um eine „Gebäudemonokultur“ zu verhindern, dürfen von einem Investor an einem Standort lediglich 40 Wohneinheiten – das entspricht drei Grundstücken – erbaut werden.

## Architektur
Fast alle Wohnungen im Rieselfeld sind als Geschossbauten in Häuserzeilen entlang der Straße angelegt, auf der rückwärtigen Seite wurden Grünzonen und Gärten angelegt. Eine geschlossene Bauweise wurde jedoch nur entlang der Rieselfeldallee realisiert, die als Hauptachse fungiert und auch die Straßenbahn aufnimmt.
Um eine heterogene Struktur zu gewährleisten, wurden Miet- und Eigentumswohnungen sowie Einfamilien- und Mehrfamilienhäuser räumlich nicht voneinander getrennt. Um auch der Umweltverträglichkeit Rechnung zu tragen, ist die gesamte Bebauung in Niedrigenergie-Bauweise errichtet. Erneuerbare Energienquellen wurden in den meisten Fällen genutzt. Außerdem ist der gesamte Stadtteil rollstuhl- bzw. kinderwagengerecht gestaltet.

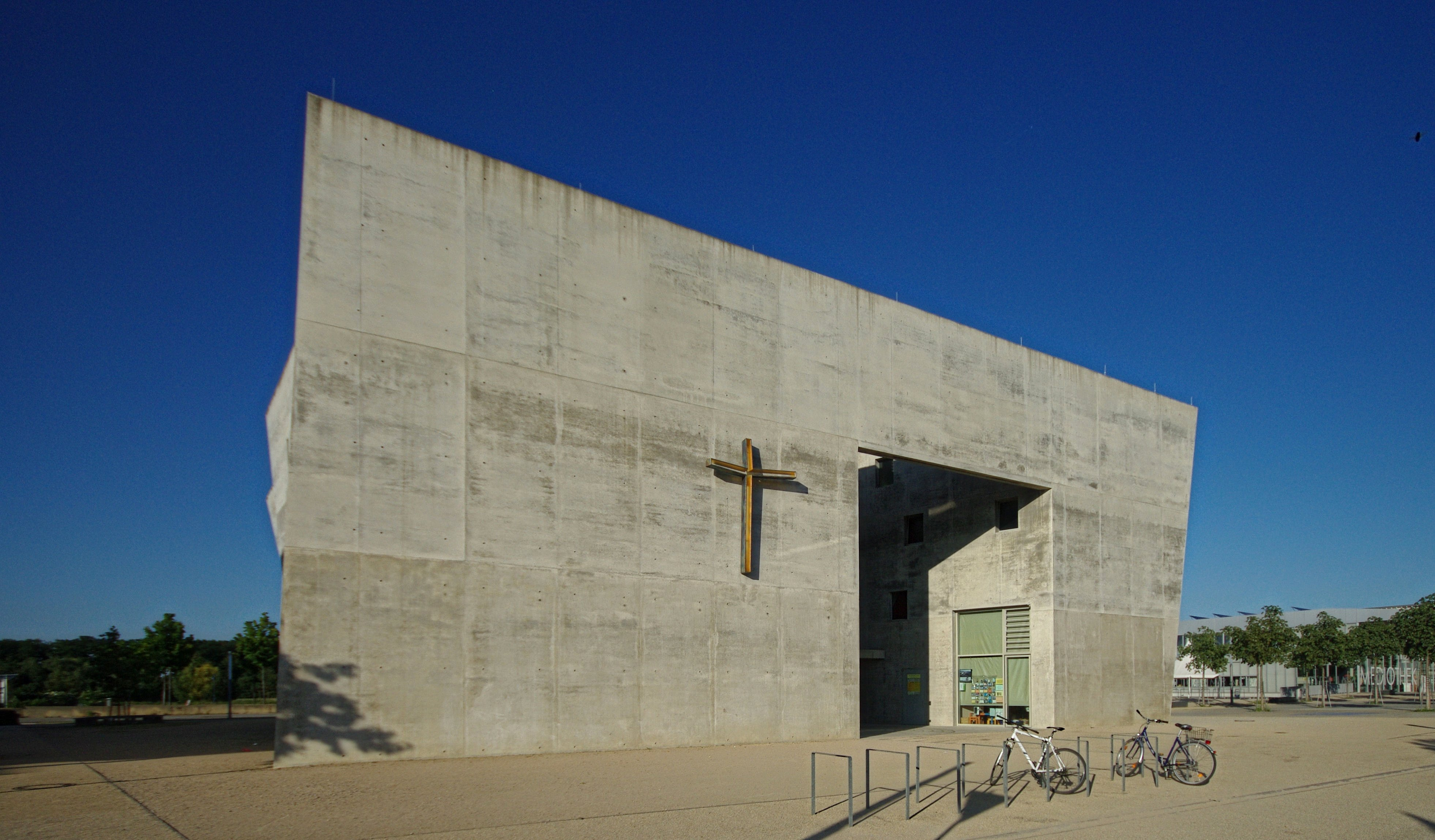
Maria-Magdalena-Kirche

Die Maria-Magdalena-Kirche der Kölner Architektin Susanne Gross ist ein kompakter Baukörper aus Beton, dem man die Funktion als Kirche nicht unbedingt ansieht, zumal ein Turm fehlt. Sie steht an zentraler Stelle im Stadtteil und beherbergt die Kirchenräume der katholischen und der evangelischen Kirchengemeinde, die beide nach Maria Magdalena benannt sind. Die beiden Kirchenräume sind durch ein großes Foyer getrennt, dessen Seitenwände so weggeschoben werden können, dass ein großer, gemeinsamer Raum der beiden Sakralräume mit dem Foyer entsteht.

## Einwohnerstruktur

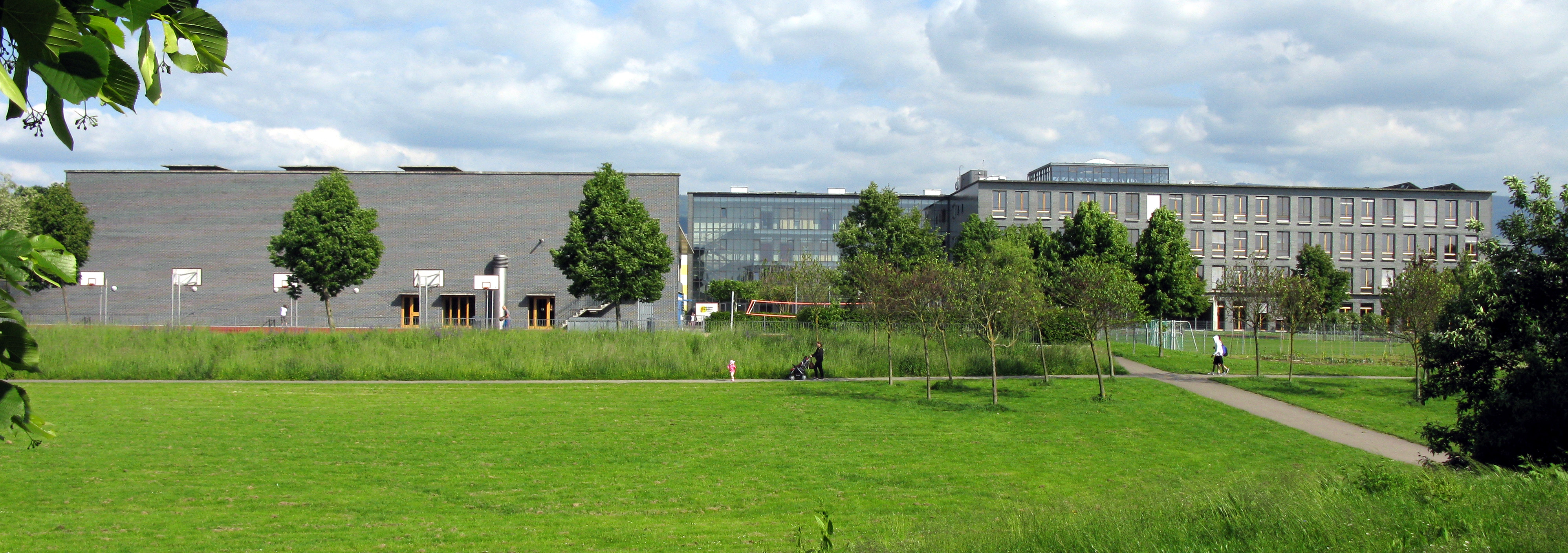
Kepler-Gymnasium

Die Einwohnerstruktur des Stadtteils Rieselfeld ist durch zwei auffällige Merkmale gekennzeichnet:
- Von den 6000 Einwohnern Mitte 2004 waren rund 75 % aus der Stadt Freiburg bzw. ihrer Umgebung.
- Etwa ein Drittel der Einwohner ist unter 18 Jahre alt.

Um dem zweiten Punkt Rechnung zu tragen, wurden in Rieselfeld drei Schulen – eine Grundschule, ein Gymnasium, das aus der weiteren Innenstadt hierher verlegt wurde, und die dritte Freiburger Waldorfschule – sowie mehrere Kindertagesstätten bzw. Kindergärten eingerichtet.

## Arbeitsmarkt
Ein weiterer Teil des Konzepts, das für den Stadtteil entworfen wurde, sieht vor, dass möglichst viele Anwohner in Rieselfeld, bzw. in der näheren Umgebung ihre Arbeitsstelle finden. Es wird davon ausgegangen, dass nach Vollausbau im Jahr 2013 rund 1.000 Arbeitsplätze in den Kindergärten, den Schulen, in Restaurants, Arztpraxen etc. zur Verfügung stehen. In der Nähe liegt darüber hinaus der Gewerbepark Haid.

## Verkehrsanbindung
Auf allen Straßen des Stadtteils gilt ein Tempolimit von 30 km/h. Diese Maßnahme hat das Ziel, den Stadtteil familienfreundlich und ruhig zu gestalten und das motorisierte Individualverkehrsaufkommen gering zu halten. Durch die Straßenbahn, die zentral entlang der Rieselfeld-Allee verläuft, ist das Stadtzentrum von Freiburg seit 1997 innerhalb von 15 bis 20 Minuten erreichbar. In Rieselfeld liegen die drei Haltestellen Maria-von-Rudloff-Platz, Geschwister-Scholl-Platz und Bollerstaudenstraße.
In Rieselfeld befinden sich zwei Stationen des Fahrradverleihsystems Frelo. Rieselfeld ist durch den FR 5 über den Dietenbachpark und die Berliner Allee mit Betzenhausen, dem Stühlinger und der Innenstadt verbunden. Nach Westen führt der FR 5 zum Opfinger See und nach Waltershofen. Weiter südlich führt der FR 6 entlang der B 3/B 31 über die Unterwiehre zur Altstadt und weiter zum Institutsviertel.

## Grünanlagen
Im Norden des Stadtteils, westlich des Kepler-Gymnasiums wurde ein sogenannter „Grünkeil“ ⊙ angelegt, der einem Stadtteilpark gleichkommt. Der Park besitzt eine Liegewiese und Spielgeräte. Das begrünte und begehbare Dach der Sporthalle der Clara-Grunwald-Grundschule verbindet ihn mit dem Maria-von-Rudloff-Platz. Nördlich der Mundenhofer Straße schließt sich ein Sportgelände an.
Im Südwesten befindet sich die zweite Grünanlage des Stadtteils, der „Mittlere Graben“ ⊙. Der Mittlere Graben ist ein Feuchtbiotop, das nur vom Regenwasser der umliegenden Hausdächer gespeist wird. An den Rändern wächst die Wilde Möhre, Futterpflanze für die Raupen des Schwalbenschwanzes.
Schließlich grenzt der Stadtteil an das Naturschutzgebiet Freiburger Rieselfeld ⊙, das den Bewohnern als Naherholungsgebiet dient.

## Persönlichkeiten

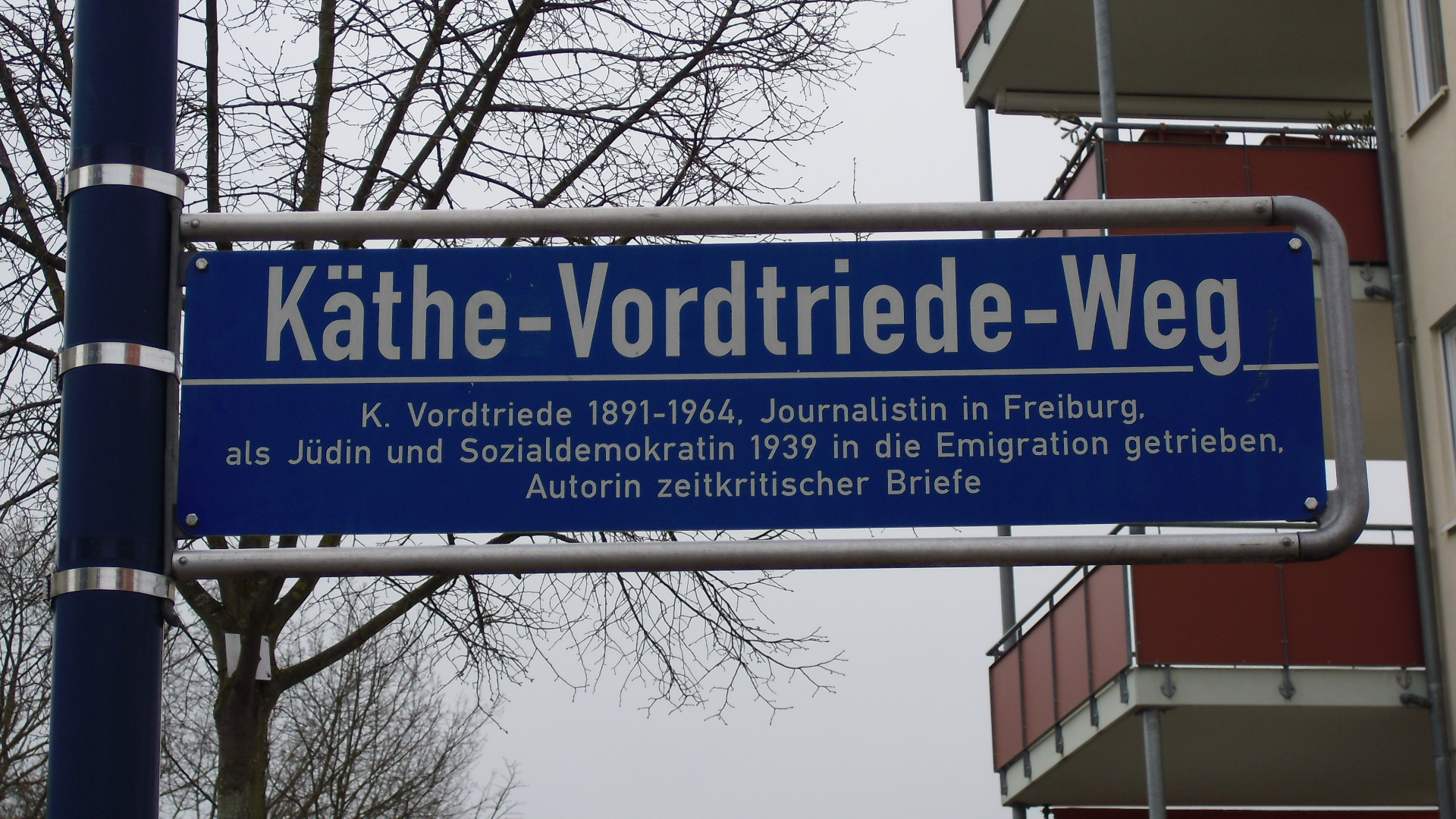
Der Käthe-Vordtriede-Weg im Jahr 2016

- Bahar Kızıl, Mitglied der Popband Monrose, wohnt im Rieselfeld.[4]
- Käthe Vordtriede, Journalistin, Schriftstellerin und Emigrantin; wurde deutschlandweit erstmals im Rieselfeld geehrt.